# جيمس لورانس (لاعب كريكت)
جيمس لورانس (1785 في المملكة المتحدة - ) (بالإنجليزية: James Lawrence)‏ هو لاعب كريكت بريطاني. لعب مع Cambridge Town Club ‏.